# Pulverturm (Anklam)

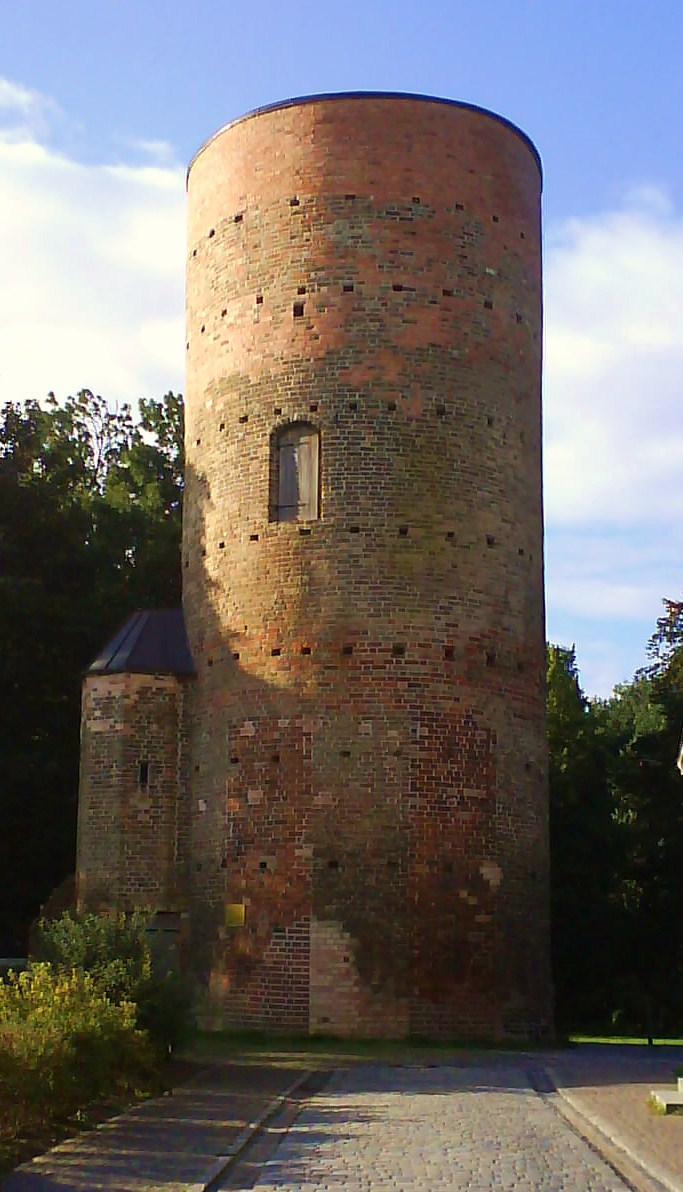
Pulverturm

Der Pulverturm ist ein Teil der ehemaligen Stadtbefestigung von Anklam. Das Bauwerk, das neben dem Anklamer Steintor nebst Resten der Stadtmauer der einzig erhaltene Teil der Stadtbefestigung mit ehemals insgesamt 6 Stadttoren ist, befindet sich in der Badstüberstraße südlich des Marktes.

## Geschichte
Erstmals erwähnt wird der Turm 1449 und 1462 als Gefangenenturm. Zur Zeit der Fehden der Stadt Anklam mit dem Adelsgeschlecht der Schwerine, wurde der Wehrturm als Teil der mittelalterlichen Befestigungsanlage vollendet, vermutlich hervorgegangen aus dem Koppentor, einem der sieben Anklamer Stadtzugänge. Nach dem Ausbau des Tores zum Wiekhaus erfolgte eine Aufstockung zum Wach- und Verliesturm. Sein heutiges Erscheinungsbild ist von den letzten größeren Baumaßnahmen im Rahmen der Umnutzung zum Pulverlager geprägt.

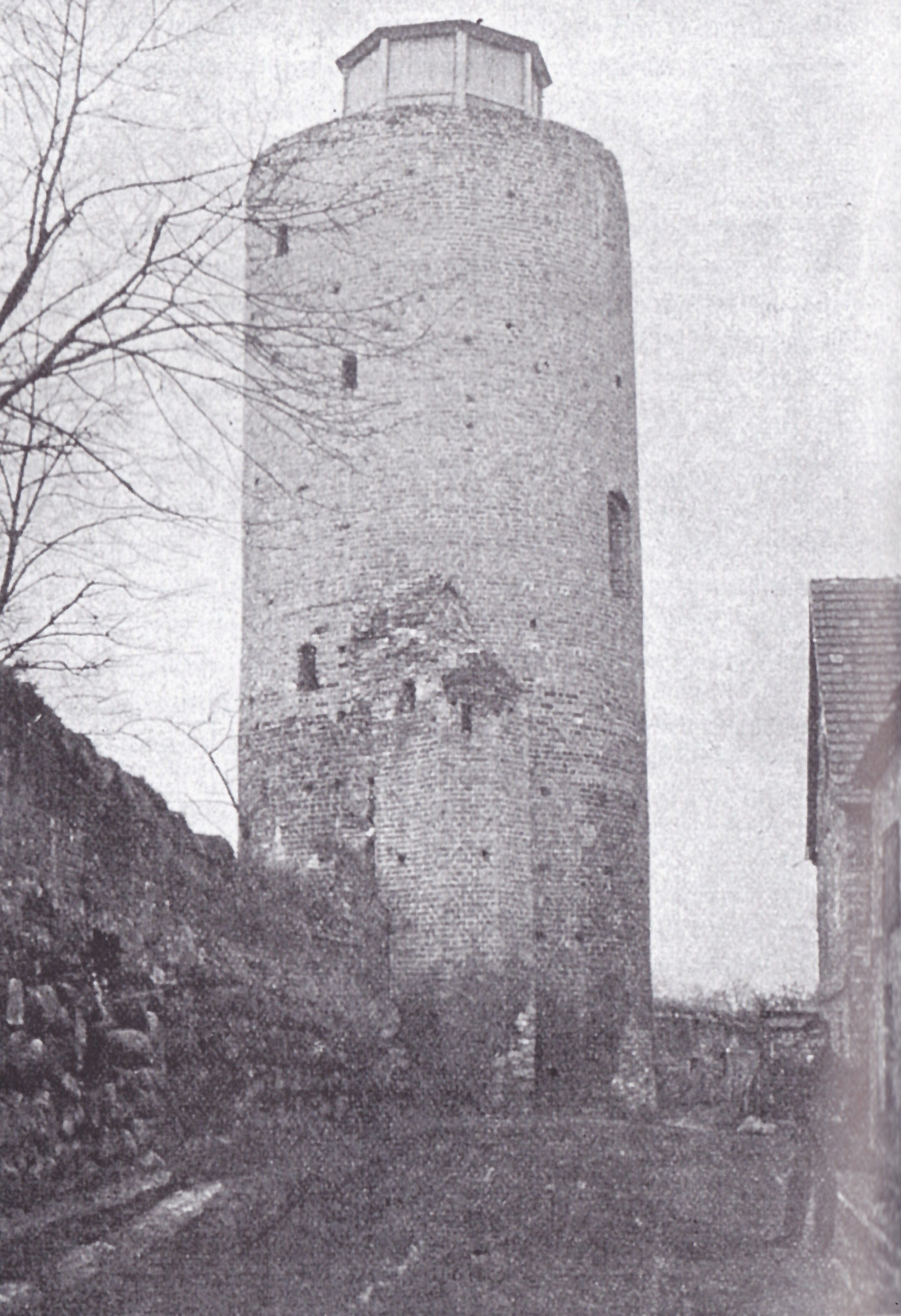
Pulverturm mit der Sternwarte von Gustav Spörer, vor 1879

Das etwa 20 Meter hohe Bauwerk hatte eine strategische Schlüsselposition inne, da es zwischen den weit auseinanderliegenden Stadttoren Steintor und Stolper Tor lag und es den einzigen erhöhten Verteidigungspunkt in diesem Abschnitt bildete. Einst besaß der Pulverturm eine kegelförmige Spitze und einen vorkragenden Zinnenkranz, vergleichbar mit dem Hohen Stein, welche im Dreißigjährigen Krieg zerstört wurde. 1463 erstmals als Vangenturm erwähnt, war er bis ins 16. Jahrhundert als Gefängnis und darauf folgend als Pulvermagazin in Gebrauch.
Der Astronom Gustav Spörer nutzte den Turm von 1860 bis 1874 als Sternwarte, einer seiner Schüler in dieser Zeit war Otto Lilienthal. 1998 wurde der Pulverturm umfassend restauriert und ist heute eine der Sehenswürdigkeiten der Stadt Anklam.